# Charles Bage

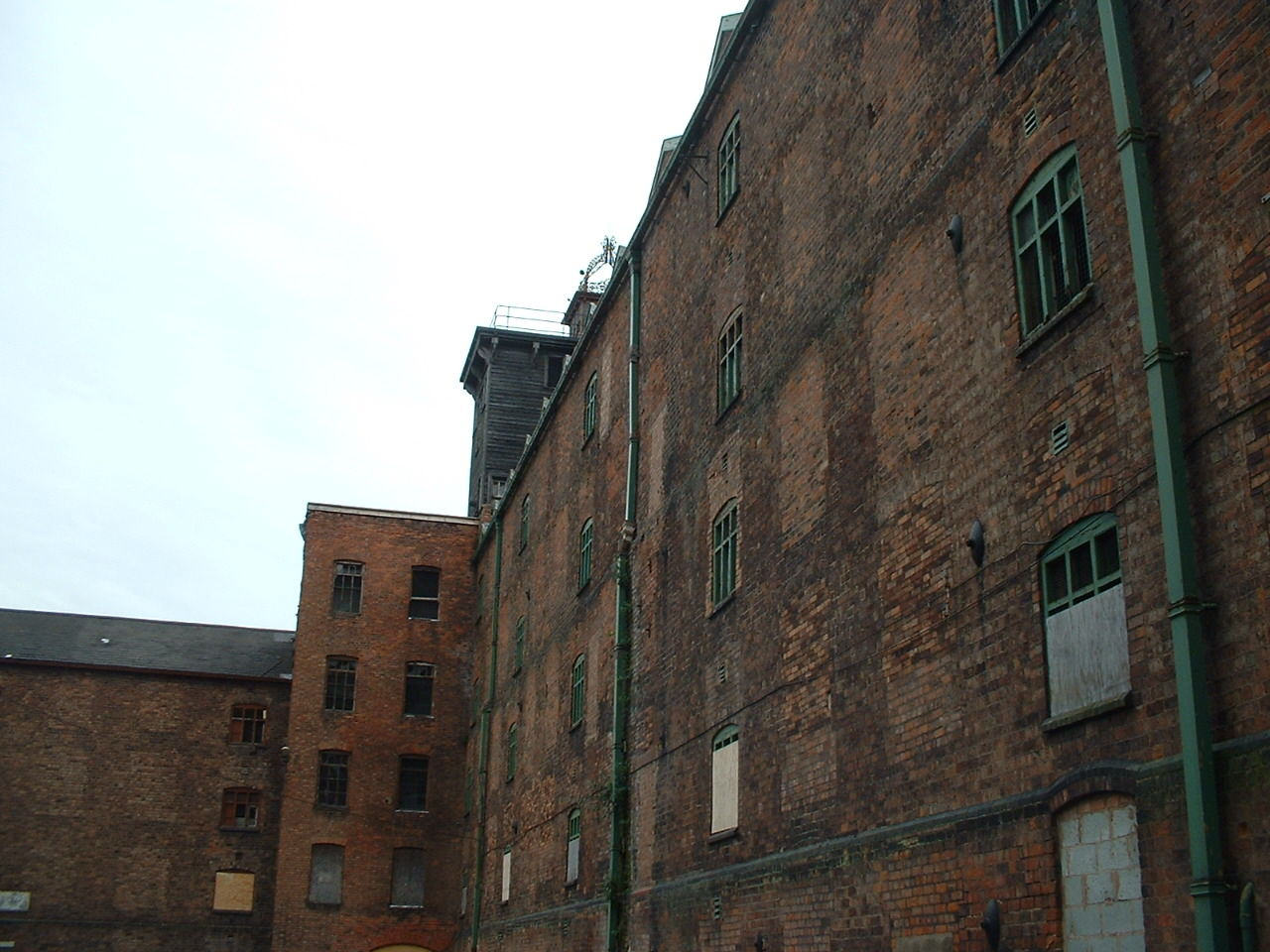
L'edifici Ditherington Flax Mill

Charles Woolley Bage (Derby, Derbyshire (Regne Unit), 1751 – 1822), nascut en una família quàquera; va ser un arquitecte anglès.
Va ser el dissenyador del primer edifici amb estructura de ferro, el Ditherington Flax Mill'', situat als afores del centre de la ciutat de Shrewsbury, construït entre 1796 i 1797. No només va construir el primer, sinó també el 3r i 8è edificis amb estructura d'acer, al món.
Poc després del seu naixement, la seva família es va traslladar a Elford, Staffordshire, on el seu pare va fundar una fàbrica de paper, i després es va convertir en soci d'una ferreteria. Al llarg de la seva vida, Bage es va interessar per l'aplicació de les tecnologies del ferro i del gas a la construcció i la il·luminació, respectivament. Bage també va ser novel·lista.
El 1776, Bage treballava com a comerciant de vins a Shrewsbury, i també com a agrimensor, aquest últim interessava a John Marshall i Thomas i Benjamin Benyon, que pretenien desenvolupar molins a la ciutat.
Bage va estar implicat en els afers polítics locals de Shrewsbury: va estar a càrrec de la casa de treball local de 1784 a 1787, i més tard va ser alcalde de la ciutat el 1807. La tecnologia que Bage va desenvolupar el converteix en un pioner del que es convertiria en la tecnologia moderna dels gratacels.
"Bage Way", part de la carretera de circumval·lació interior de Shrewsbury del segle XX que uneix Old Potts Way amb Crowmere Road, va rebre el seu nom.